# Tybalmia mydas
Tybalmia mydas là một loài bọ cánh cứng trong họ Cerambycidae.